# San Mango (Tera Pretu)
San Mango – osada (wijk) w miejscowości Tera Pretu w dystrykcie Bandabou, w kraju autonomicznym Curaçao, należącym do Holandii, w Ameryce Południowej. 20 października 2023 r. liczyła 152 mieszkańców.  